# 平安镇 (舒兰市)
平安镇，是中华人民共和国吉林省吉林市舒兰市下辖的一个乡镇级行政单位。

## 行政区划
平安镇下辖以下地区：
平安社区、金星村、华丰村、永丰村、房身村、福安村、永平村、新发村、长林村、双河村、两方村、丰收村、春光村和新光村。